# La Dafne (Gagliano)
La Dafne ist eine Oper in einem Prolog und sechs Szenen. Die Musik stammt von Marco da Gagliano, das Libretto verfasste Ottavio Rinuccini. Die Uraufführung fand 1608 im Palazzo Ducale von Mantua statt. Das Werk ist eine Neuvertonung des 10 Jahre zuvor in Florenz als erste Oper der Musikgeschichte aufgeführten Stoffes.

## Entstehungsgeschichte
Eine erste Dafne war während der 1590er-Jahre im Umkreis der Florentiner Camerata entstanden, die Uraufführung dieser nur fragmentarisch erhaltenen Oper fand wohl 1598 im (heute so genannten) Palazzo Corsi-Tornabuoni statt. Ottavio Rinuccini hatte das Libretto geschrieben, Jacopo Peri war der Hauptkomponist. Auch der Unternehmer Jacopo Corsi hatte manche Teile komponiert, trat aber eher als Mäzen und Planer auf. Zu diesem Zeitpunkt hatte der ebenfalls aus Florenz stammende Marco da Gagliano seine Ausbildung noch nicht beendet, sein Lehrer Luca Bati war jedoch Mitglied der Camerata. Ob Gagliano die Aufführung 1598 (oder eine Wiederaufführung in den folgenden Jahren) selbst gesehen hatte, ist unklar.
1607 ging Gagliano von Florenz nach Mantua. Dort stand Francesco IV. Gonzaga kurz davor, Margarete von Savoyen zu heiraten. Eine Neuvertonung von Rinuccinis Dafne-Libretto sollte Teil der Feierlichkeiten sein. Aufgrund einer Verspätung der Braut wurde die Oper schon kurz vor der Hochzeit im Februar 1608 im Herzogspalast von Mantua aufgeführt.  Auch Claudio Monteverdi war beauftragt worden, für die Hochzeit zu komponieren, seine Oper L’Arianna kam jedoch erst im Mai desselben Jahres zur Aufführung. Eine weitere Aufführung von Gaglianos La Dafne fand im Februar 1611 privat für Giovanni de’ Medici (1567–1621), einen Sohn von Cosimo I. de’ Medici, statt. Die Medici waren Förderer Gaglianos und der Lorbeer, in welchen Dafne verwandelt wird, eines ihrer Symbole.

## Handlung
Die Handlung der Dafne wird in einem Prolog und einem Akt mit sechs Szenen erzählt. Der Text ist mit nur 445 Versen auch für die damaligen Verhältnisse recht kurz, zum Vergleich hat Jacopo Peris im Jahr 1600 uraufgeführte Euridice 790 Verse. Vorlage der Handlung ist die antike Sage der Daphne aus Ovids Metamorphosen.
- Prolog: Ovidio tritt auf und berichtet von der Verwandlung Dafnes in einen Lorbeerbaum sowie der Kraft der Liebe, der Apollo trotz seiner Göttlichkeit erlegen ist.
- Szene I: Der Drache Python verfolgt die Nymphen und Hirten. Diese bitten Apollo um Hilfe, der den Drachen tötet.
- Szene II: Venere und ihr Sohn Amore treten auf und treffen auf Apollo. Dieser ist stolz, den Drachen getötet zu haben und verspottet den kleinen Amore als schlechten Schützen. Dieser schwört Rache für die Kränkung.
- Szene III: Dafne trifft auf die Hirten und fragt, was mit dem Drachen geschehen sei. Diese berichten von Apollos Werk. Als dieser erscheint, schießt Amore einen silbernen Pfeil auf ihn, sodass er sich in die schöne Dafne verliebt. Dafne jedoch wird von einem bleiernen Pfeil getroffen, der die gegenteilige Wirkung hat, sodass sie ihre Keuschheit beschwört.
- Szene IV: Amore triumphiert über den verzweifelt weinenden Apollo.
- Szene V: Der Bote Tirsi berichtet, wie Dafne auf der Flucht vor Apollo in einen Lorbeerbaum verwandelt worden sei, sodass sie auf für den Gott auf ewig unerreichbar bleibt.
- Szene VI: Die Hirten und Nymphen trauern gemeinsam mit Apollo um Dafnes Schicksal. Dieser weiht den Lorbeerkranz zu einem Zeichen des Kummers und Sieges gleichermaßen.

## Musik & Aufführungspraxis

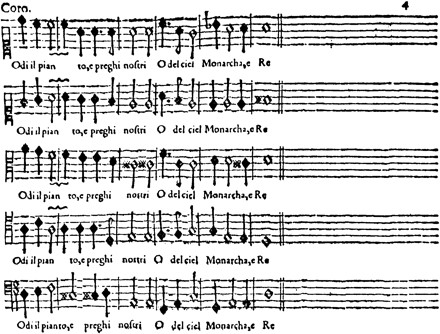
Fünfstimmiger Chor aus der Oper

Im Unterschied zu Peris La Dafne von 1598 ist Gaglianos Vertonung vollständig erhalten. Die gedruckte Partitur der Oper erschien am 20. Oktober 1608 in Florenz. Stilistisch mischt Gagliano Elemente des alten, schon aus den Intermedien für La pellegrina bekannten polyphonen Stils mit der gewissermaßen für das Genre „Oper“ neu erfundenen Monodie. Dennoch kommt auch dem Chor eine wichtige Rolle in der Oper zu, er trägt einerseits Teile der Handlung mit, reflektiert diese aber auch für das Publikum. Gagliano legt dabei großen Wert auf die Textverständlichkeit. Trotz seiner Kürze bietet das Libretto dem Komponisten einige Gelegenheiten für effektvolle Dramaturgie. Dazu gehört beispielsweise der achtstrophige Schlusschor Bella Ninfa fuggitiva.
Musikhistorisch von Bedeutung ist das Vorwort zur Druckausgabe, da Gagliano dort detaillierte Anweisungen zur Aufführungspraxis gibt. Er empfiehlt eine klare Trennung von Solisten und Chor und rät, das Orchester vor der Bühne zu positionieren, wo die Sänger es leicht sehen können. Zur damaligen Zeit war es durchaus üblich, die Musiker als „Handwerker“ hinter der Bühne zu positionieren und den schauspielerischen Eindruck nicht zu stören. Bei der Kampfszene mit Python empfiehlt er, Apollo von einem zweiten Schauspieler spielen zu lassen, damit der eigentliche Sänger bei der folgenden Arie nicht außer Atem sei. Interessant ist auch seine Anmerkung, dass das Orchester schon vor Beginn der Oper spielen sollte; eine Ouvertüre ist nämlich nicht Teil der Druckausgabe.

### Die Nummern im Einzelnen
1. Prologo – „Da’ fortunati campi“ (Ovidio)
2. Scena prima – „Tra queste ombre segrete“ (Pastore I+II/Ninfa I/Tirsi/Chor/Ninfa II)
3. „Ohimè! che veggio“ (Chor)
4. „Pur giaque estinto al fine“ (Apollo)
5. „Almo Dio, che’l carro ardente“ (Chor/Ninfe/Tirsi/Pastori)
6. Scena seconda – „Che tu vadia cercando“ (Amore/Apollo/Venere)
7. „Nudo, Arcier, che l’arco tendi“ (Chor)
8. Scena terza – „Per queste piante ombrose“ (Dafne/Pastore I/II)
9. „Ogni ninfa in doglie e’n pianti“ (Chor)
10. „Deh come lieto in questo piagge torno“ (Apollo/Dafne/Pastore II/Tirsi/Amore/Pastore I)
11. „Una al pianto in abbandono“ (Chor)
12. Scena quarta – „Qual d’ei mortali o d’ei celesti“ (Amore/Venere)
13. „Non si nasconde in selva“ (Chor)
14. Scena quinta – „Qual nuova meraviglia“ (Tirsi/Pastore I/II)
15. „Piangete Ninfe“ (Ninfa I)
16. „Sparse più non vedrem di quel fin’ oro“ (Pastore I/II)
17. „Piangete, Ninfe“ (Chor/Pastore I)
18. Scena sesta – „Ma, vedete lui stesso“ (Tirsi/Apollo)
19. Ballo – „Bella Ninfa fuggitiva“ (Chor/Amore/Venere/Apollo/Ninfa I+II/Pastore I)

## Aufnahmen
- 1975 – Musica Pacifica, Dir. Paul Vorwerk, mit Robert White, Mauritia Thornburg, Su Harrison, Mary Rawcliffe, Susan Judy, Anne Turner (Sopran), Dale Terbeek (Countertenor), Hayden Blanchard, Jonathan Mack (Tenor), Myron Myers (Bass) (ABC Classics Command, Quadraphonic), OCLC 5391529
- 1977 – Monteverdi-Chor Hamburg, Camerata Accademica Hamburg, Dir. Jürgen Jürgens, mit Norma Lerer, Barbara Schlick, Ine Kollecker, Nigel Rogers, Ian Partridge, David Thomas, Berthold Possemeyer (Deutsche Grammophon), OCLC 883968561
- 1982 – Gruppo Recitarcantando, Dir. Fausto Razzi, Regie: Giancarlo Cobelli, Szene und Kostüme: Maurizio Baló, mit Gloria Banditelli (Dafne/Venere), Valeria Venza (Amore), Patrizia Bovi (Ninfa), Sandro Rinaldi (Apollo), Ugo Trama (Tirsi), Giorgio Gatti (Ovidio/Pastore I), Umberto Rinaldi (Pastore II), Mauro Bagella (altro pastore); Video der Rai aus dem Teatro Valle in Rom.[8]
- 1984 – Apollo Ensemble, Dir. Roger Glanville-Hicks, mit Gerald English, Victoria Watson, Jeannie Marsh (3MBS-FM, Melbourne, Australia)
- 1995 – Ensemble Elyma, Dir. Gabriel Garrido, mit Maria Cristina Kiehr, Roberta Invernizzi, Adriana Fernandez, Jordi Ricart, Achim Schulz Anderson, Furio Zanasi (K617, Studio di Musica Antica Antonio Il Verso, Palermo), OCLC 636355253
- 2008 – Ensemble Fuoco e Cenere, Dir. Jay Bernfeld, mit Chantal Santon, Guillemette Laurens, Daphné Touchais, Mathieu Abelli (Arion), OCLC 422631558